# Marco Servílio Púlex Gêmino
Marco Servílio Púlex Gêmino ou Marco Servílio Púlice Gêmino (em latim: Marcus Servilius Pulex Geminus) foi um político da gente Servília da República Romana eleito cônsul em 202 a.C. com Caio Servílio Gêmino. Era neto de Públio Servílio Gêmino, cônsul em 252 e 248 a.C., e seu pai, de mesmo nome, foi pretor na Gália Cisalpina e permaneceu quinze anos em cativeiro até ser libertado pelo irmão de Púlex, Caio Servílio Gêmino, cônsul no ano anterior.

## Segunda Guerra Púnica
Púlex Gêmino foi eleito áugure depois da morte de Espúrio Carvílio Máximo e edil curul em 204 a.C., quando colocou uma quadriga de ouro no Capitólio. No ano seguinte, foi escolhido como mestre da cavalaria (magister equitum) pelo ditador Públio Sulpício Galba Máximo, com quem viajou pela Itália para descobrir o que estava provocando a revolta em várias cidades italianas.

### Consulado (202 a.C.)
Finalmente, foi eleito cônsul em 202 a.C. com Tibério Cláudio Nero. Recebeu a Etrúria como província e comandou duas legiões na região. No final de seu mandato, como os cônsules estavam fora de Roma, nomeia Cneu Servílio Gêmino ditador comitiorum habendorum causa para realizar as eleições do ano seguinte e permaneceu na Etrúria com poderes proconsulares.

## Anos finais
Em 200 a.C., foi um dos decênviros encarregados de distribuir terras em Sâmnio e na Apúlia aos veteranos do exército de Cipião Africano. Em 197 a.C., foi um dos triúnviros nomeados por três anos para fundar uma série de colônias romanas na costa oeste da Itália.
Em 167 a.C, durante uma disputa sobre se deveria ser concedido um triunfo a Emílio Paulo, o conquistador da Macedônia, Púlex Gêmino discursou para o povo a favor de Emílio.